# Gemeiner Schwimmfarn
Der Gemeine Schwimmfarn (Salvinia natans), auch Gewöhnlicher Schwimmfarn genannt, ist eine Pflanzenart aus der Gattung der Schwimmfarne (Salvinia) innerhalb der Familie der Schwimmfarngewächse (Salviniaceae).

## Beschreibung und Ökologie

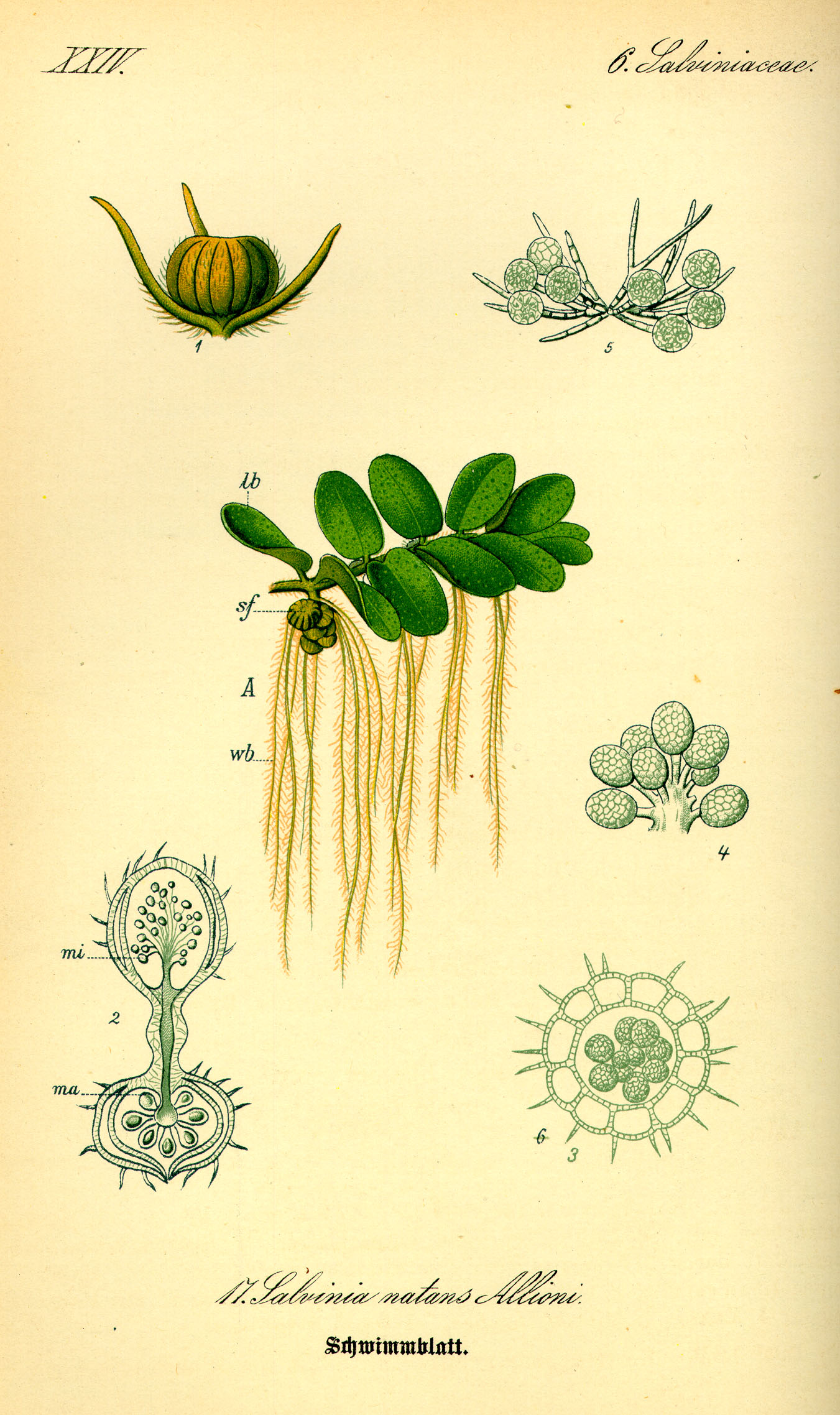
Illustration

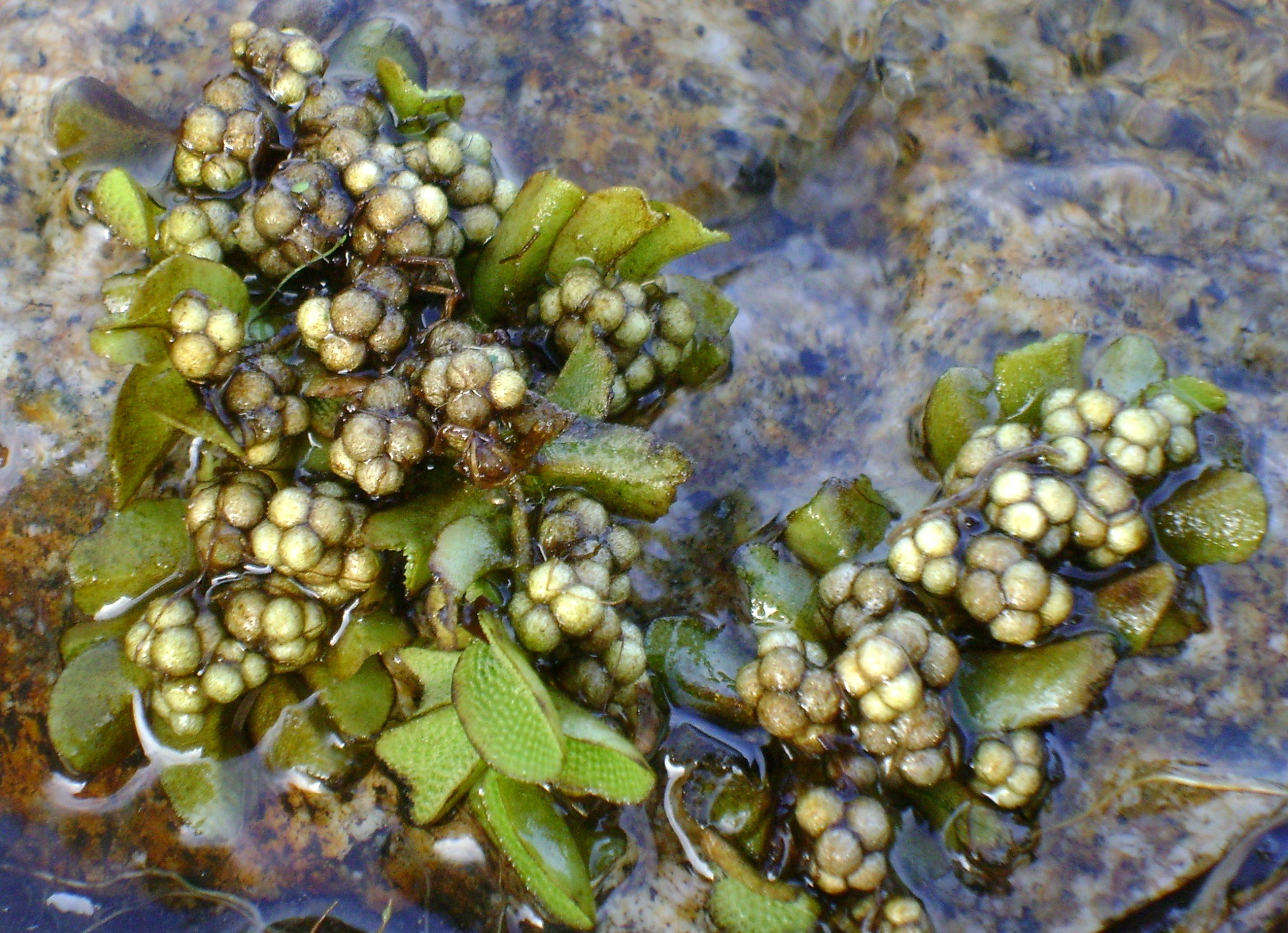
Sporangienbehälter

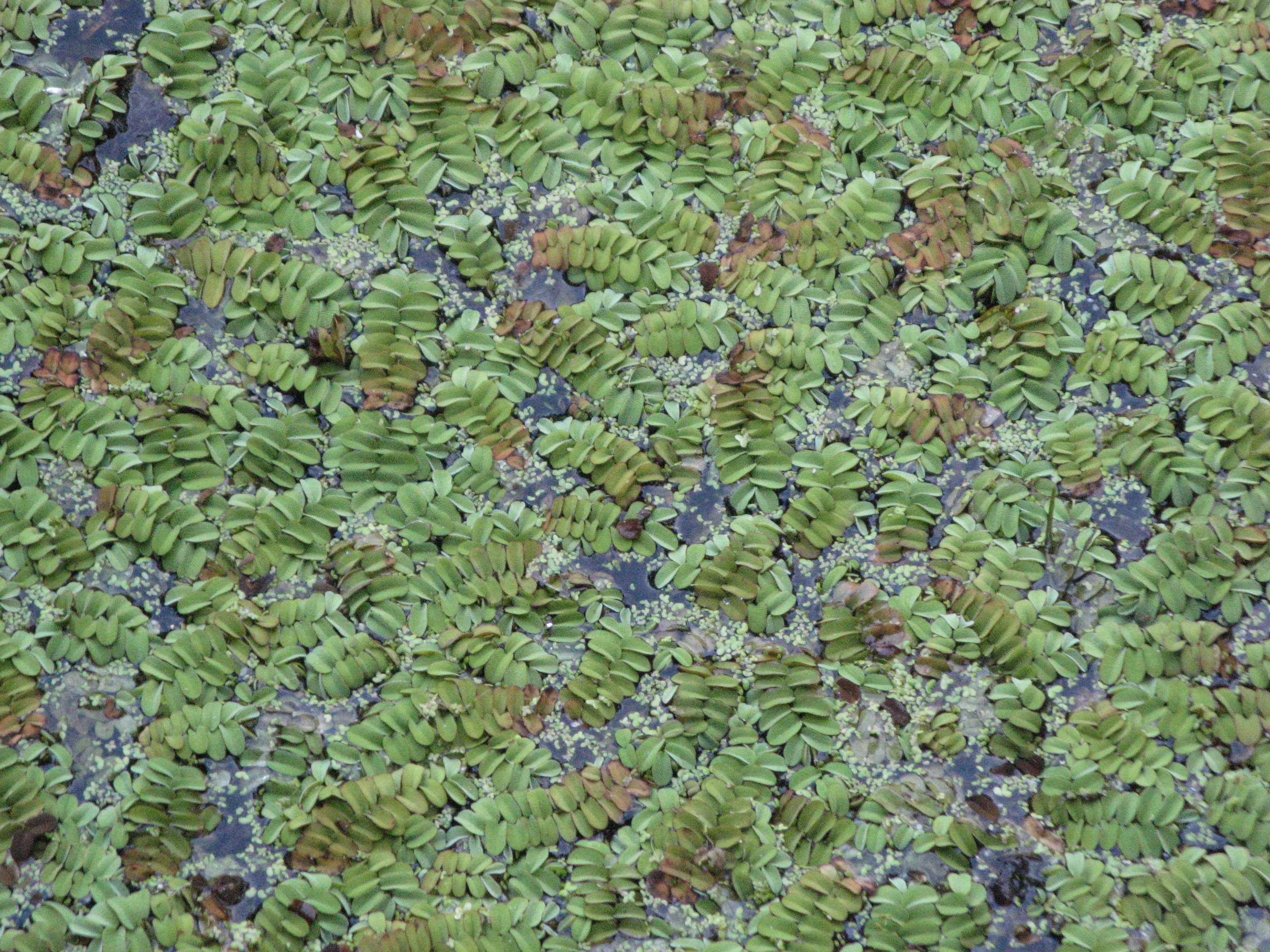
Schwimmteppich

Der Gemeine Schwimmfarn ist eine vorwiegend einjährige krautige Pflanze. Der Gemeine Schwimmfarn schwimmt horizontal auf der Wasseroberfläche, die wurzelartigen Wasserblätter befinden sich unter Wasser und sind freischwimmend, also nicht im Boden verankert. Die Stängel sind 5 bis 10 (bis 20) Zentimeter lang.
Die Blätter sind in dreizähligen Quirlen angeordnet und unterscheiden sich grundlegend in Bau und Funktion (Heterophyllie): Die beiden oberen sind Schwimmblätter. Die Schwimmblätter sind aus schwach herzförmigem Grund breit elliptisch, decken sich mit den Rändern und sind bis 13 (10 bis 14) Millimeter lang, 6 bis 9 Millimeter breit und sehr kurz gestielt. Sie besitzen im Inneren viele Luftkammern (Interzellularen) und sorgen, durch entsprechend geringe Dichte, für Auftrieb. Auf der Epidermis sitzen zahlreiche, kronenförmige Pflanzenhaare. Die Epidermiszellen sind durch eine Beschichtung mit Wachs nicht mit Wasser benetzbar. Nach einem Untertauchen wird so zwischen den steifen Haaren ein Luftmantel festgehalten (Salvinia-Effekt), der der Pflanze zusätzlichen Auftrieb verleiht, um schnell wieder an die Wasseroberfläche aufzutauchen.
Das dritte Blatt, das Wasserblatt, ist wie die Sprossachse untergetaucht. Es ist in 9 bis 13 bis 6 Zentimeter lange wurzelähnliche Abschnitte zerteilt und erscheint fadenartig und behaart. Dadurch erhält es eine sehr große Oberfläche, über die es gelöste Nährstoffe aus dem Wasser aufnimmt. Es ähnelt damit nicht nur äußerlich einer Wurzel, sondern erfüllt auch deren Funktion der Stoffaufnahme aus der Umgebung. Im Gegensatz zu den Schwimmblättern enthält das Wasserblatt kein Chlorophyll und ist somit nicht zur Photosynthese befähigt.
Die Sporokarpien am Grund des Wasserblatts sind zu 3 bis 8 geknäuelt; sie sind abgeplattet-kugelig, bis 3 Millimeter im Durchmesser groß und haben 9 bis 14 hohle sich berührende Längsrippen. Die untersten enthalten 1 bis 2 Megasporangien, die übrigen enthalten Mikrosporangien. Megasporangien und Mikrosporangien sind gelblichweiß.
Die Chromosomenzahl beträgt 2n = 16, 18 oder ca. 30.

## Vergleich zu anderen Arten
Während die Schwimmblätter bei Salvinia natans länglich-elliptisch geformt sind, sind sie beispielsweise bei der Artengruppe Salvinia auriculata agg. eher rundlich-oval.

## Ökologie

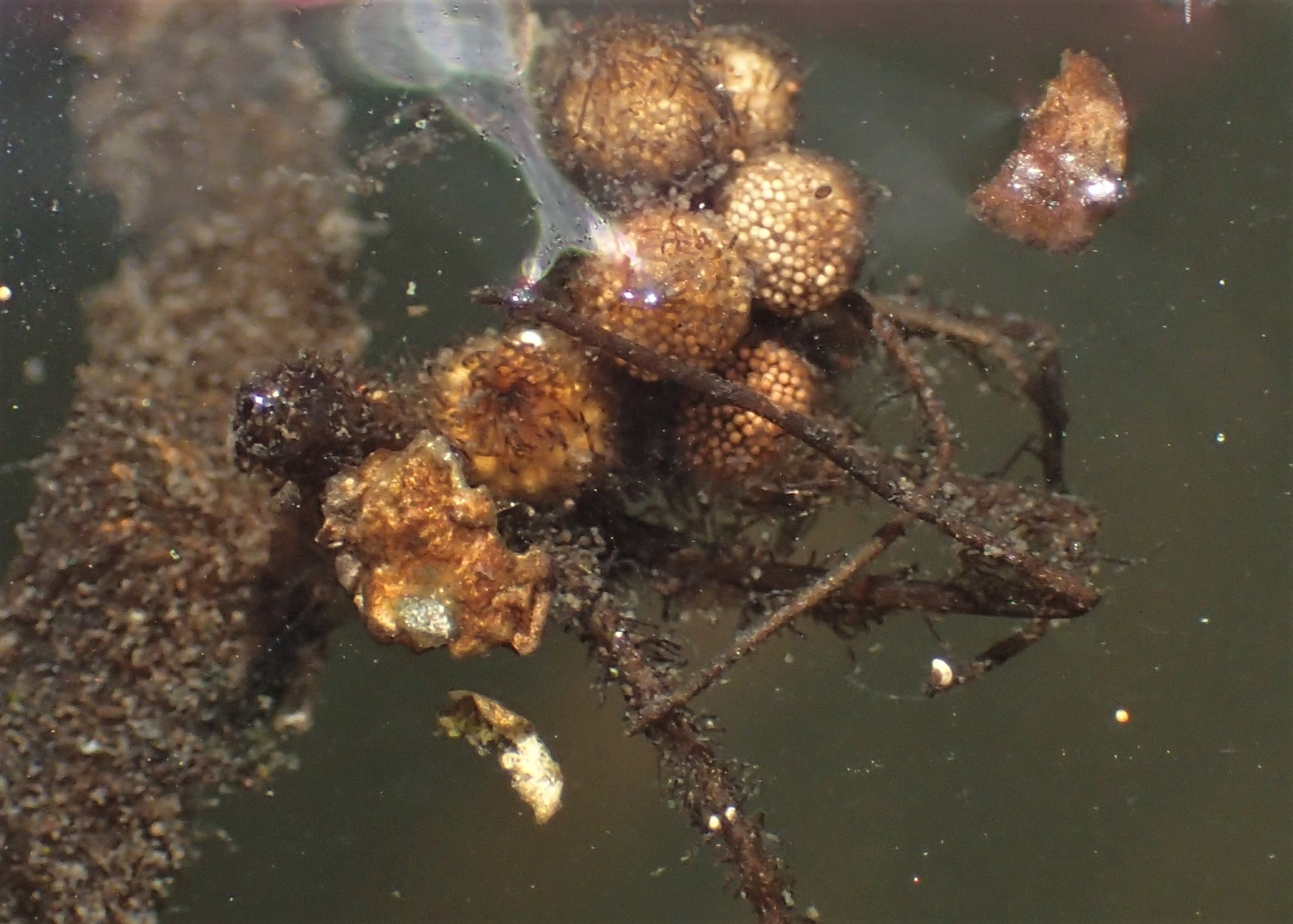
Sporokarpien

Der Gewöhnliche Schwimmfarn ist vorwiegend einjährig und ungleichblättrig, d. h. die Blätter sind in dreizähligen Quirlen angeordnet. Die beiden oberen sind als Schwimmblätter ausgebildet. Das unterste, dem Wasser zugewandte, ist als „Wasserblatt“ fein zerteilt und in wurzelartige Abschnitte gegliedert. Echte Wurzeln fehlen. Die Schwimmblätter sind innen mit großen Luftkammern ausgestattet und auf der Oberseite mit aufrecht stehenden, etwas gekrümmten, langen Haaren versehen und dadurch wasserabstoßend d. h. Wassertropfen bleiben als „Perlen“ auf dem Haar-Luftpolster liegen. Auf diese Weise werden die Spaltöffnungen vor einer den Gasaustausch behindernden Benetzung mit Wasser geschützt. Beim Untertauchen reißen die Haare Luftblasen mit, die das Blatt sofort wieder an die Wasseroberfläche ziehen.

### Vermehrung
Die Fortpflanzungsverhältnisse sind recht kompliziert. Es liegt Verschiedensporigkeit oder Heterosporie vor. Mikro- bzw. Megasporengruppen sind jeweils von einer sterilen Hülle, dem Indusium umschlossen, wodurch fruchtähnliche Gebilde, die sogenannten Sporokarpien entstehen. Im Megasporangium entwickelt sich eine einzige Megaspore, die von einer Sporangienwand umgeben ist und sich später mit dieser von der Mutterpflanze löst und im Schlammboden überwintert. In der Megaspore wächst das vielzellige weibliche Prothallium heran und in diesem dann nach der Befruchtung der Embryo. Im Frühjahr keimen aus den Megasporen neue Pflanzenexemplare, die dann wieder zur Wasseroberfläche aufsteigen. Sporenreife ist von August bis Oktober.

## Vorkommen
Der Gewöhnliche Schwimmfarn ist in sommerwarmen Gebieten Eurasiens verbreitet, mit Schwerpunkten in Ostasien sowie in Süd- und Osteuropa. In Mitteleuropa tritt er nur selten auf, etwa an der Oder, der Havel und der Mittelelbe sowie in der Oberrheinebene von Karlsruhe bis Offenbach am Main und in Bayern. In der Roten Liste der gefährdeten Pflanzenarten Deutschlands wird Salvinia natans als „stark gefährdet“ eingestuft. Der Gewöhnliche Schwimmfarn ist in Deutschland gesetzlich geschützt. In Österreich und der Schweiz fehlt diese Art. In Nordamerika wurde sie als Aquarienpflanze eingeschleppt. In den Niederlanden kam der Gewöhnliche Schwimmfarn häufig im mittleren Holozän vor.
Der Gewöhnliche Schwimmfarn ist eine wärmeliebende und nährstoffbedürftige Art, die meist in windgeschützten Altwässern und Seebuchten vorkommt. Bei Salvinia natans handelt sich um eine Kennart der Schwimmfarn-Gesellschaft (Spirodelo-Salvinietum), gelegentlich kommt sie aber auch in anderen Wasserlinsengesellschaften des Verbands Lemnion vor.

## Taxonomie
Die Erstveröffentlichung erfolgte 1753 unter dem Namen (Basionym) Marsilea natans durch Carl von Linné in Species Plantarum, Tomus II, Seite 1099. Die Neukombination zu Salvinia natans (L.) All. wurde 1785 durch Allioni in Flora Pedemontana, Band 2, Seite 2 veröffentlicht. Ein Synonym für Salvinia natans (L.) All. ist Salvinia europaea Desv. 